# 비비아니아과
비비아니아과(viviania科, 학명: Vivianiaceae 비비아니아케아이[*])는 과거에 인정되었던 과이다. 쥐손이풀목에 속하는 속씨식물 과이다. 이 과의 이름은 비비아니아속(Viviania, Cav)에서 유래했다. 비비아니아속과 카이사리아속(Caesarea)의 2개 속을 포함하고 있다.
비비아니아과에는 약 1~4개 속(Araeoandra속, 카이사리아속, Cissarobryon속, 비비아니아속 - 4개 속 모두 1개 속으로 통합될 수도 있다.)이 있으며, 레도카르폰과가 포함되면 발비시아속(레도카르폰속 포함), Rhinchotheca속, Wendtia속 등도 포함된다.
예전에는 석죽목과 관계가 있는 것으로 보기도 했으나, 형태 및 화학 작용은 쥐손이풀목과 비슷하다.